# The Wire (revista)
The Wire é uma revista de música britânica avant garde, fundada em 1982 pelo promotor de jazz Anthony Wood e jornalista Chrissie Murray. A revista, inicialmente se concentrava em jazz contemporâneo e improvisada musical, mas desdobrou-se no início de 1990 para vários tipos de música experimental. Desde então, cobre, hip hop, improvisação moderna, clássico livre, post-rock, e várias formas de música eletrônica.
Uma série de CDs de música em uma compilação chamada The Wire Tapper é ecartada com a revista desde 1997. A revista utiliza o slogan "Adventures in Modern Music" desde 1994.
Desde Janeiro de 2003, a equipe da  The Wire apresentar um programa de rádio semanal em uma rádio comunitária de Londres, Resonance FM, que usa o mesmo slogan da revista como o seu título.

## Colaboradores
- Steve Barker
- Mike Barnes
- Clive Bell
- Chris Blackford
- Marcus Boon
- Ben Borthwick
- Leon Chew
- Philip Clark
- Mia Clarke
- Julian Cowley
- Christoph Cox
- Alan Cummings
- Lina Dzuverovic - Russell
- Phil England
- Kodwo Eshun
- Phil Freeman
- Paul Gilroy
- Louise Gray
- Jim Haynes
- Tony Herrington
- Ken Hollings
- Hua Hsu
- David Keenan
- Rhama Khazam
- Biba Kopf
- Alan Licht
- David Lubich
- Dave Mandl
- Brian Marley
- Marc Masters
- Jerome Manusell
- Keith Moline
- Will Montgomery
- Brian Morton
- John Mulvey
- Anne Hilde Neset
- Ian Penman
- Tom Perchard
- Edwin Pouncey
- Mosi Reeves
- Simon Reynolds
- Tom Ridge
- Stephen Robinson
- Peter Shapiro
- Chris Sharp
- Philip Sherburne
- Nick Southgate
- David Stubbs
- David Toop
- Dan Warburton
- Ben Watson
- Philip Watson
- Rob Young